# Liste des préfets de la Guyane
Cet article dresse la liste des préfets de Guyane à partir de 1947, des suites de la création du département. Le siège de la préfecture se situe à Cayenne.

## Préfets de la Guyane depuis 1947
| Période       | Période     | Identité                    | Fonction précédente | Observation |
| ------------- | ----------- | --------------------------- | ------------------- | --- |
|               |             |                             |                     | |
| 18 avril 1947 | 31 mai 1955 | Robert Vignon (°1910-†1989) |                     | Premier préfet de la Guyane à la suite de la loi de départementalisation, il prend ses fonctions le 31 août 1947. Par la suite préfet de l'Allier et sénateur UNR de Guyane. |

### Préfets de la Cinquième République (depuis 1958)
| Période          | Période          | Identité                | Fonction précédente                                                                                      | Observation |
| ---------------- | ---------------- | ----------------------- | --- | --- |
| 12 juillet 1967  |                  | Paul Bouteiller         | | |
| 15 juin 1970     | 31 décembre 1971 | Jean Monfraix           | | Nommé préfet de la Haute-Marne |
| 31 décembre 1971 | 22 janvier 1974  | Jacques Delaunay        | Secrétaire général de la préfecture de la Moselle                                                        | Nommé préfet de la Corse |
|                  | 25 avril 1977    | Hervé Bourseiller       | | Nommé préfet de l'Indre |
| 16 janvier 1980  | 16 juillet 1981  | Désiré Carli            | Sous-préfet de Castres                                                                                   | Nommé préfet des Hautes-Alpes |
| 16 juillet 1981  | 22 juillet 1982  | Maxime Gonzalvo         | Sous-préfet de Roanne                                                                                    | |
| 22 juillet 1982  | 1984             | Claude Silberzahn       | Secrétaire général de la préfecture de la Seine-Maritime                                                 | Conseiller auprès du Premier ministre |
| août 1984        | mai 1986         | Bernard Courtois        | Sous-préfet de Brest                                                                                     | Nommé préfet de Lot-et-Garonne |
| mai 1988         | 1988             | Jacques Dewatre         | | |
| 1988             | 1990             | Jean-Pierre Lacroix     | | |
| 25 juin 1990     | 11 mai 1992      | Jean-François Di Chiara | Secrétaire général de la préfecture de la Moselle                                                        | Nommé préfet hors cadre |
| 11 mai 1992      | 28 novembre 1994 | Jean-François Cordet    | Sous-directeur au ministère de l'Intérieur                                                               | Nommé préfet de Martinique |
| 28 novembre 1994 | 15 janvier 1997  | Pierre Dartout          | Administrateur civil hors classe                                                                         | Nommé directeur de l'administration territoriale et des affaires politiques au ministère de l'Intérieur, par la suite ministre d'État à Monaco |
| 15 janvier 1997  | 24 juin 1999     | Dominique Vian          | Secrétaire général de la préfecture de la Guadeloupe                                                     | Nommé préfet hors cadre |
| 15 juillet 1999  | 1er août 2002    | Henri Masse             | Sous-préfet de Valenciennes                                                                              | Nommé préfet de Lot-et-Garonne |
| 1er août 2002    | 20 juillet 2006  | Ange Mancini            | Préfet adjoint pour la sécurité auprès des préfets de la Corse-du-Sud et de la Haute-Corse               | Nommé préfet des Landes |
| 20 juillet 2006  | 30 janvier 2009  | Jean-Pierre Laflaquière | Préfet délégué pour la sécurité et la défense auprès du préfet de la région Rhône-Alpes, préfet du Rhône | Nommé préfet de la Manche |
| 5 février 2009   | 21 avril 2011    | Daniel Ferey            | Préfet de la Creuse                                                                                      | Nommé préfet hors cadre |
| 29 avril 2011    | 5 juin 2013      | Denis Labbé             | Sous-préfet de Lorient                                                                                   | Nommé préfet de la Haute-Loire |
| 5 juin 2013      | 11 janvier 2016  | Eric Spitz              | Secrétaire général de la préfecture de Seine-Saint-Denis                                                 | Nommé préfet de la Drôme |
| 11 janvier 2016  | 28 août 2017     | Martin Jaeger           | Sous-préfet de Pointe-à-Pitre                                                                            | Radié du corps des administrateurs civils à sa demande                                                                                         |
| 28 août 2017     | 10 juillet 2019  | Patrice Faure           | Directeur de la police générale à la préfecture de police de Paris                                       | Nommé préfet du Morbihan |
| 10 juillet 2019  |                  | Marc Del Grande         | Secrétaire général de la préfecture du Pas-de-Calais                                                     | |
| 28 décembre 2020 |                  | Thierry Quefellec       | Préfet et administrateur supérieur de Wallis-et-Futuna                                                   | |
| 21 août 2023     |                  | Antoine Poussier        | Conseiller technique Outre-mer au pôle Affaires intérieures du cabinet de la Première ministre           | |